# 零羊崎神社 (石巻市湊)
零羊崎神社（ひつじさきじんじゃ）は、宮城県石巻市湊にある神社。式内社（名神大社）論社で、旧社格は県社。
北上川の左岸、標高約250mの牧山の頂上に鎮座している。

## 祭神
- 豊玉彦命（大綿津見神） - 海上守護の神として知られる

## 歴史

### 創建
創建年代は不詳。安永元年（1772年）の『封内風土記 巻之13』では、応神天皇の勅によって西国から湊邑竜巻島（現在の牧山）に鎮座したと述べている。
由緒書によれば、応神天皇2年に、神功皇后の勅願により「涸満瓊別神（ひみつにさけのかみ）」という神名を賜り、東奥鎮護の神として牡鹿郡龍巻山に祀られたと伝わる。神社名の「零羊崎（ひつじさき）」は涸満瓊別神にちなむもので、龍巻山は龍の字が取り除かれて「牧山」と呼ばれるようになった。

### 名神大社比定を巡る議論
当社は江戸時代に名神大社「零羊崎神社」に比定された。「零羊崎神社」は『日本三代実録』貞観元年（859年）1月27日の条に「京畿七道諸神進階及新叙。惣二百六十七社。」の1つとして神階が従四位下に昇叙されたことが記される。また、延長5年（927年）の『延喜式神名帳』においては名神大社に列格、同じく『延喜式 3巻』には名神祭の対象社として記載されている。しかし、その後の史料に零羊崎神社の名は見えなくなり、江戸時代には論争が起こることとなる。
『石巻市史 第2巻』によれば、当社は藤原清衡より神宝黄金の竜、葛西清重より銀竜や神剣など、葛西清経と葛西清宗からは太刀を寄進されており、中世において代々領主の崇敬が篤かったことがうかがわれる。さらに寛文元年（1661年）には伊達家の黒印状により社領5貫文の寄進を受けている。
その後、江戸時代中期になると当社が零羊崎神社であるとの説が唱えられるようになった。
享保4年（1719年）に著された『奥羽観蹟聞老志 巻之9』は、牧山を古の零羊崎神社であると比定した。同書の零羊崎神社の条によれば、仏僧の熾昌が本来の社号を盗み地名を変え旧跡を失わせた場所の1つなのだと言う。さらに当時の社頭の様子にも触れ、毎年4月と9月の8日には祭りがあって近郷より人々が大いに集まり、祭りには市が立って商いが盛んに行われたが、神輿を設けて幣帛を供えるのに人々は観音の祭りだと思っていたと記している。その牧山観音については、同書の牧山大悲閣の条に記述がある。それによれば寺号を鷲峯山長全寺と言い、海底から引き上げられたという秘仏を本尊とし、本尊の前には惠心の作とされる像を置いていた。慈鎮が開基した、あるいは坂上田村麻呂が箟峯および富山と共に建てた3悲閣の1つであると伝えられていると記述している。
寛保元年（1741年）に著された『封内名蹟志 巻第14』も『奥羽観蹟聞老志』と同様の記述で零羊崎神社と牧山大悲閣を紹介しているが、零羊崎神社については、今は宮社がなくて叢祠のみになっていることと、毎年4月と9月の例祭が沙上祭と言われていることを加えて記している。また、牧山大悲閣については、寺号が鷲峯山長禅寺に改まっており、箟峯および富山の悲閣と併せ土地の人々は田村三観音と言っていることが記されている。
安永元年（1772年）の『封内風土記 巻之13』は零羊崎神社と牧山大悲閣について最も詳しく記している。まず零羊崎神社は、現在、白山神社と呼ばれて豊玉彦命を祀っていること、牡鹿郡式内社の筆頭で往古は大社であったこと、湊七郷の鎮守となっていることを紹介している。さらに冒頭のように当社の創建を説明し、山内山外に摂社末社が多数あったとして其々の由緒を説明しているが、これら由緒は修験者普明院家の家伝で、この家は先祖が零羊崎神社の社司であったのだと言う。このような理由により普明院家は神事や神輿の供奉をおこなっていたが、宝永3年（1706年）の神事から牧山観音の別当寺である長禅寺の圓山法印が供奉より普明院家を排除し、宝暦10年（1760年）からは村長を指揮した長禅寺が、普明院家が司ってきた神事の旧例古法を悉く排除して零羊崎神社神事ではなく白山神事と称するようになった。『封内風土記 巻之13』では続けて、長禅寺は嘉祥年間に慈覚大師が白山権現の神体を造って勧請したと言ったことから、『奥羽観蹟聞老志』や『封内名蹟志』では今は零羊崎神社の宮社がなくて叢祠のみとなり、それも白山神社と号されているのだと記している。また同書の牧山大悲閣の記述では、延暦17年（798年）に坂上田村麻呂が箟嶽と富山の観音と併せて建立した田村三観音の1つと土地の人々は言っているが、その地は古の零羊崎神社の地で、仏僧がその地を奪い零羊崎神社の名を隠して牧山観音と号しているのだと記している。その別当長禅寺について『封内風土記 巻之13』は、鷲峯山本明院長禅寺は武蔵国東叡山末寺の天台宗寺院で延暦年間に延鎮が開山、嘉祥年間に慈覚大師が中興して牧山寺と初号し、万治年間に栄存法印が再興した際に長禅寺へ改号したと紹介している。この再興の祖である栄存法印は、当社境内社の栄存神社に祀られている。
これらに加え『封内風土記 巻之13』の真野村の条では、真野村にも零羊崎神社があることが記されている。それによれば、真野の零羊崎神社にあった神輿を牧山に移したところ、仏僧の姦計で零羊崎神社の神号まで牧山に奪われたのだという。
この真野村の零羊崎神社と当社の間には、争いがあったことが『稲井町史』に書かれている。それによれば、普明院家が牧山の白山宮を零羊崎神社であると主張したことに真野の観寿院が激しく講義、紛争は藩庁に持ち込まれた。明和5年（1768年）2月26日御召状により、3月3日に観寿院の法師が仙台評定所へ出頭、零羊崎神社の義につき普明院、牧山白山宮と真野零羊崎神社との関係について尋問を受けた。これに対し観寿院は、真野村が連年凶作続きで社殿の修復も困難になったため、昔より設備していた神輿を牧山白山宮へ一時預けた、故に神輿が元々は牧山のものではないと申し立てた。評定所もこれを認め、零羊崎神社を真野村の鎮守として祭祀するよう判定を申し渡し、観寿院の主張が首尾よく聞き届けられたのだと言う。

### 明治以降
明治に入ると、神仏分離により牧山観音は明治3年（1870年）住職が復飾して「零羊崎神社」と呼ばれるようになった。本堂は拝殿兼本殿とされ、安置されていた本尊は長禅寺支院の梅渓寺に移されたが、後の火災で焼失している。明治7年（1874年）近代社格制度において郷社に列せられ、その後、神饌幣帛料供進社に指定された。
昭和3年（1928年）に現在の本殿を新築し、それまで兼用としてきた旧本堂を拝殿に充てている。昭和17年（1942年）県社に昇格、昭和27年（1952年）に石造明神鳥居を新たに造営した。
平成23年（2011年）3月の東日本大震災では当社が鎮座する牧山の麓まで津波が押し寄せたことから、付近住民の一部が高台の当社へと避難してきた。このため、境内社の栄存神社の社殿前が一時避難所となっていた。

## 境内

### 社殿
社殿（拝殿・幣殿・本殿）
- 拝殿は、神仏混合時代に鷲峰山長禅寺の本堂であったものを昭和10年に改築したもの。幣殿と一間社流造の本殿・瑞垣は昭和3年から昭和17年にかけて修造されたものである。拝殿の右側には文化七年（1814年）に造られた石造相輪塔が置かれている。

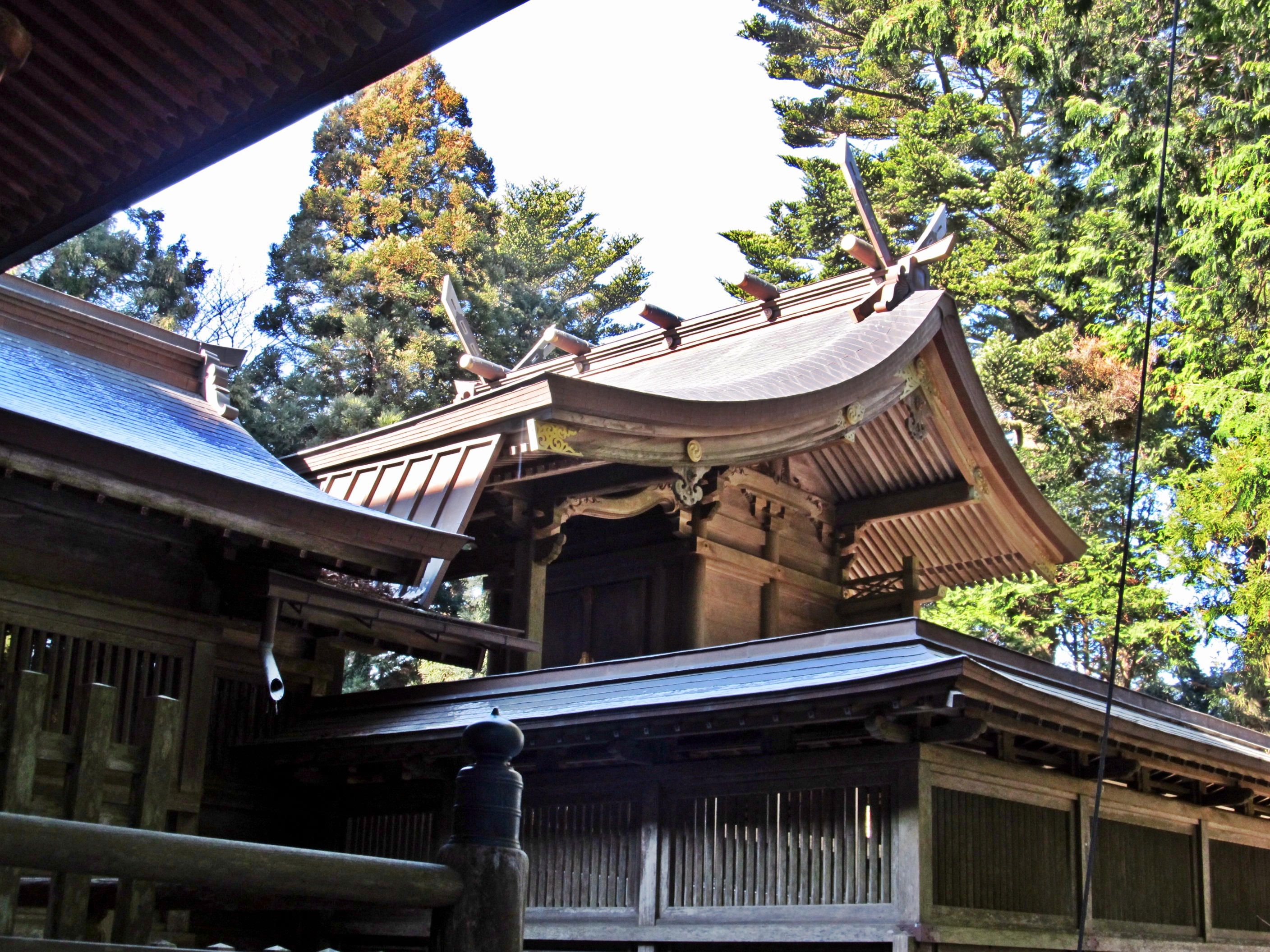
零羊崎神社本殿 昭和3年（1928年）造営。
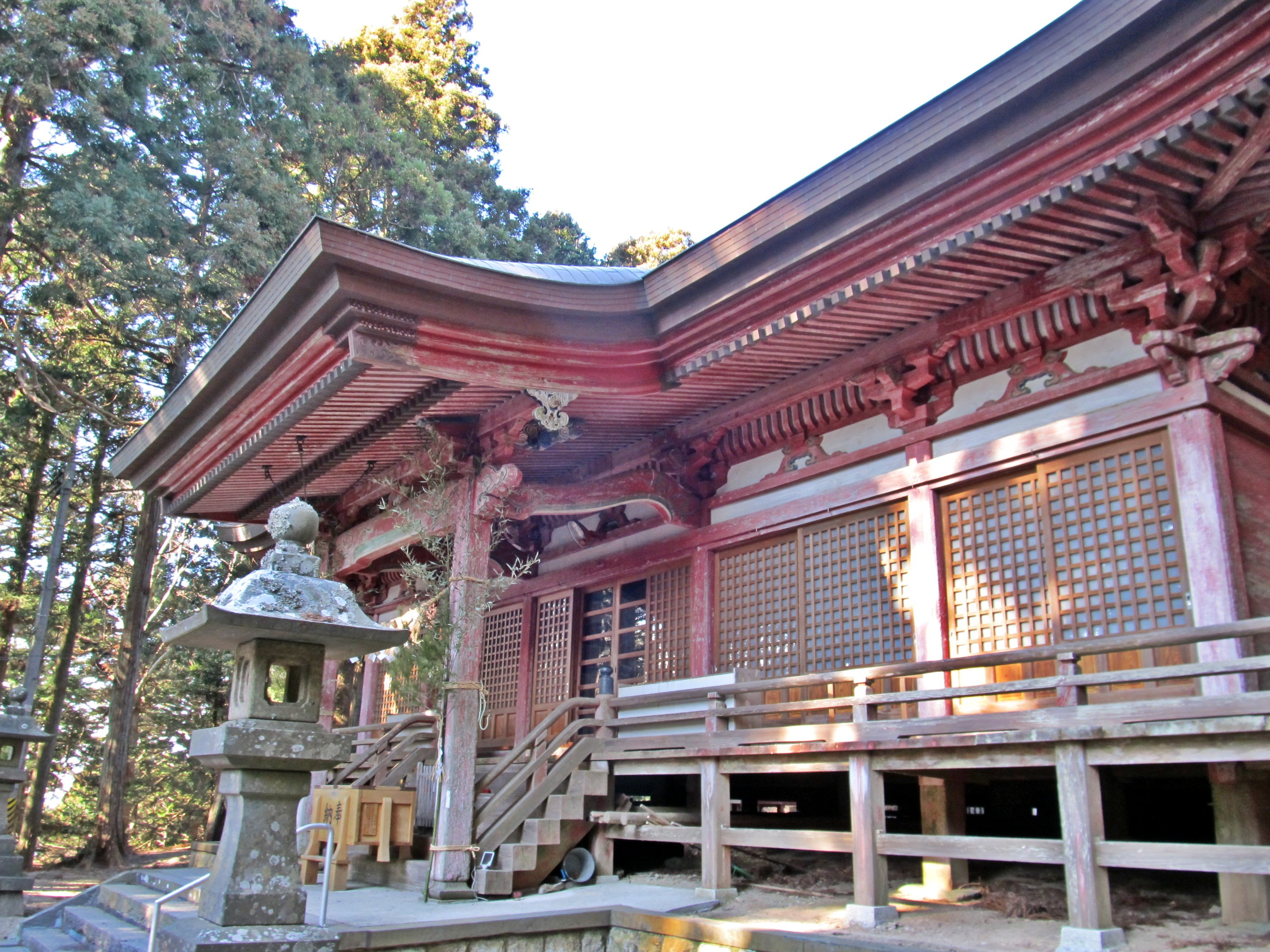
拝殿
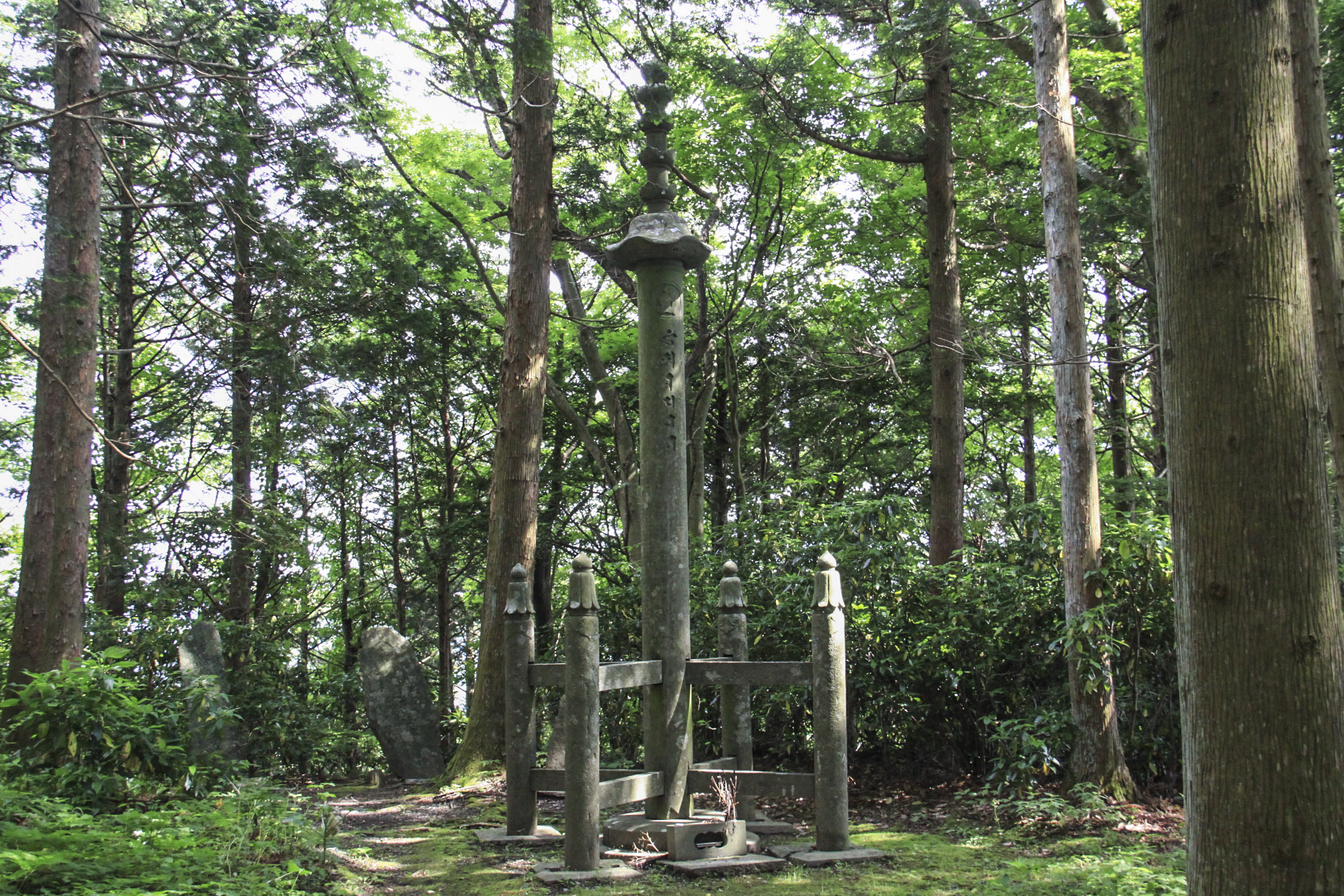
相輪橖 神仏分離前にこの地にあった鷲峯山長禅寺の石塔。文化7年（1814年）の造営で、石巻市指定文化財。

拝殿内部
拝殿入口の上には「鷲峰山長禅寺」の扁額、拝殿内部には「大絵馬白馬の図」と「大絵馬黒馬の図」が奉納されている。鷲峰山長禅寺扁額と2枚の大絵馬は、石巻市指定文化財となっている。

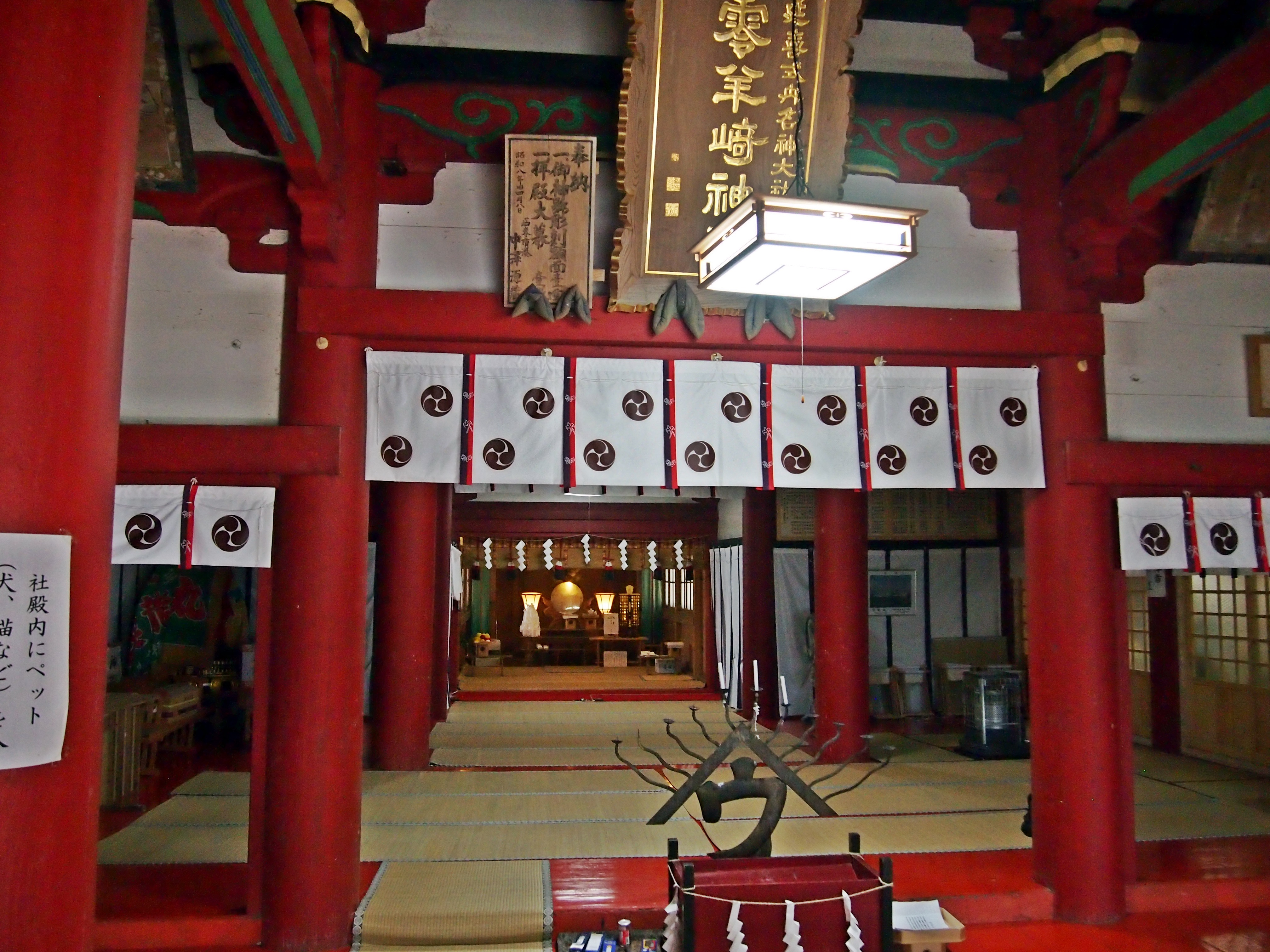
拝殿内部
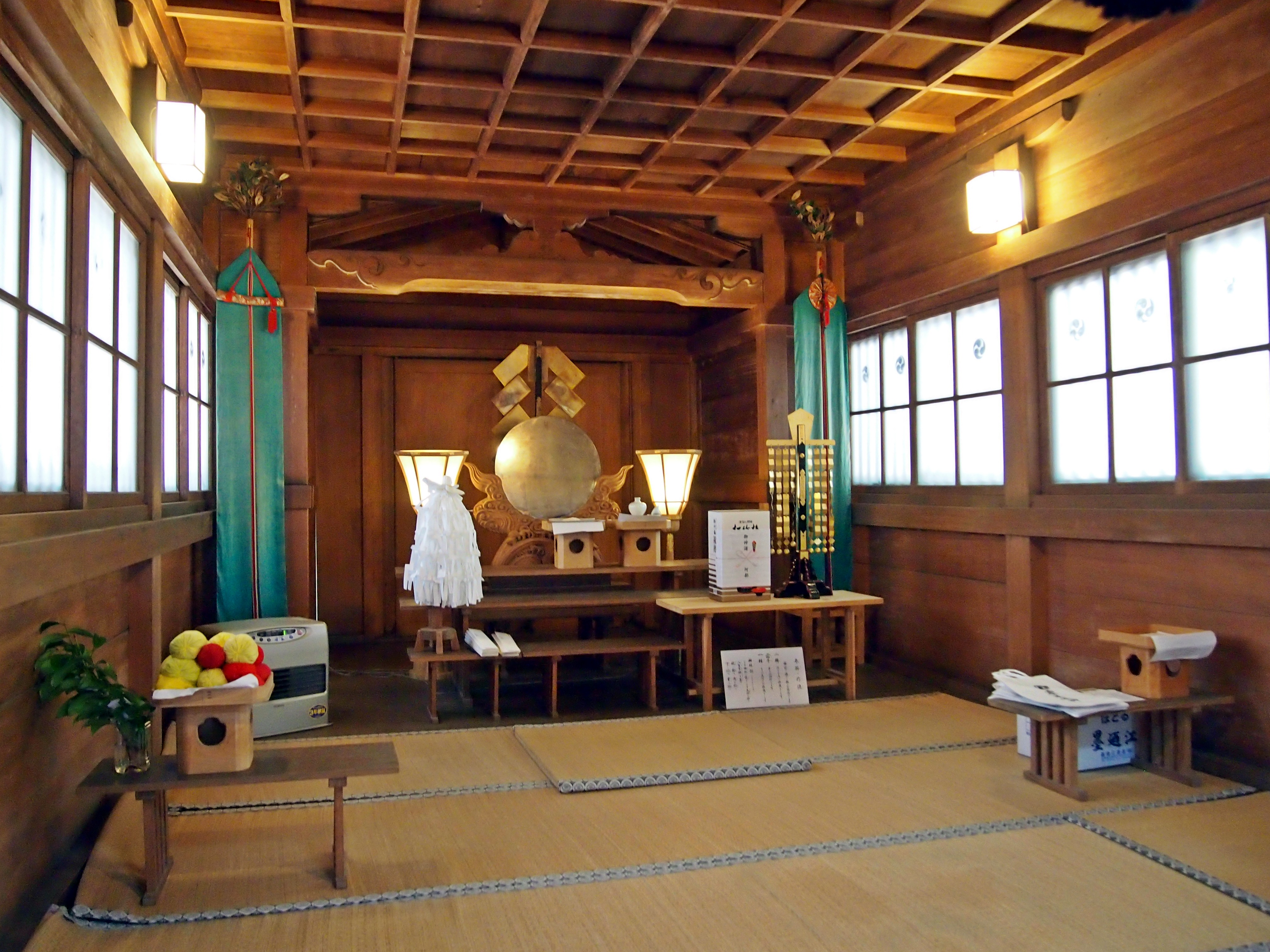
幣殿
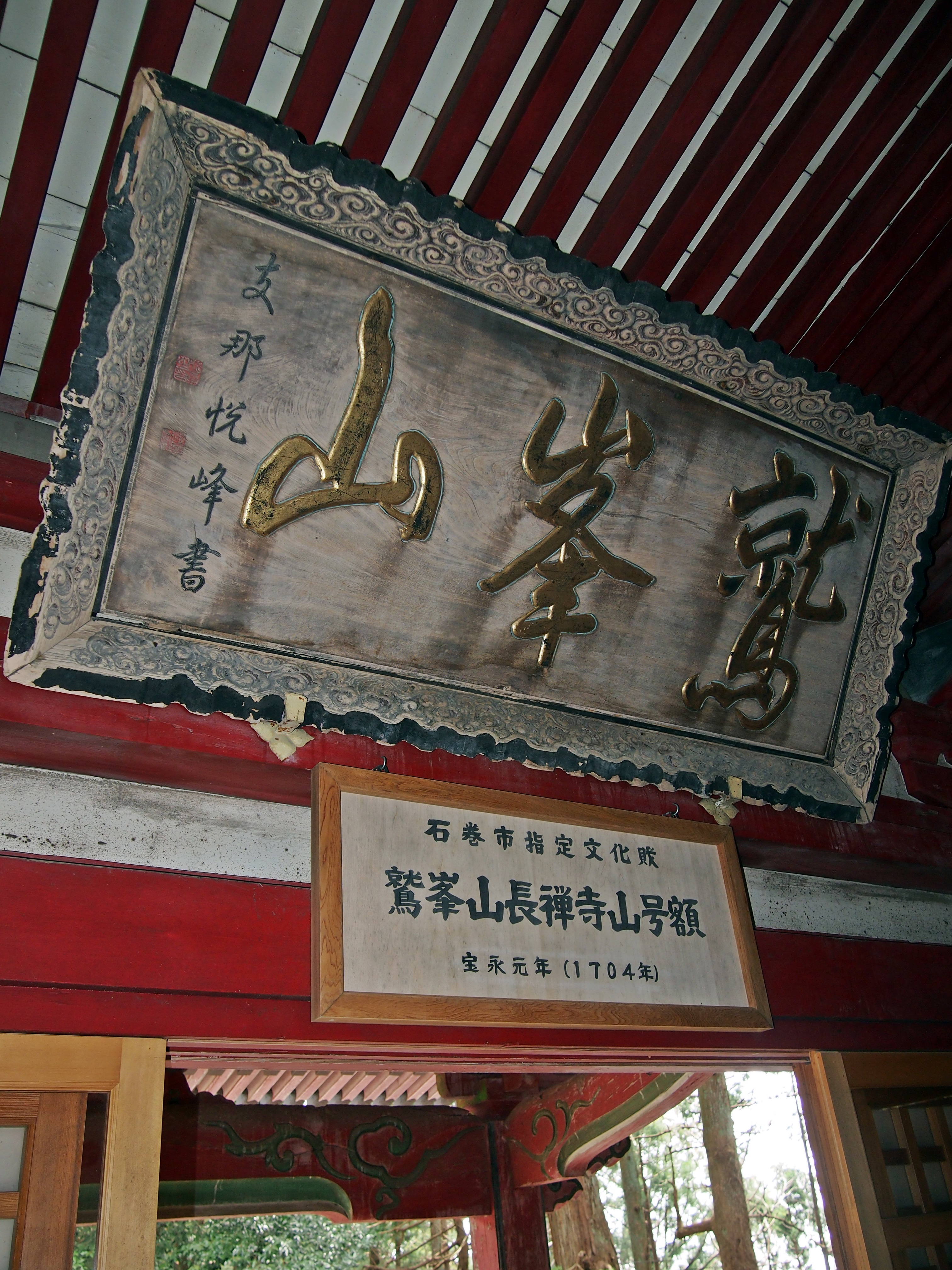
拝殿入口の鷲峯山長禅寺扁額
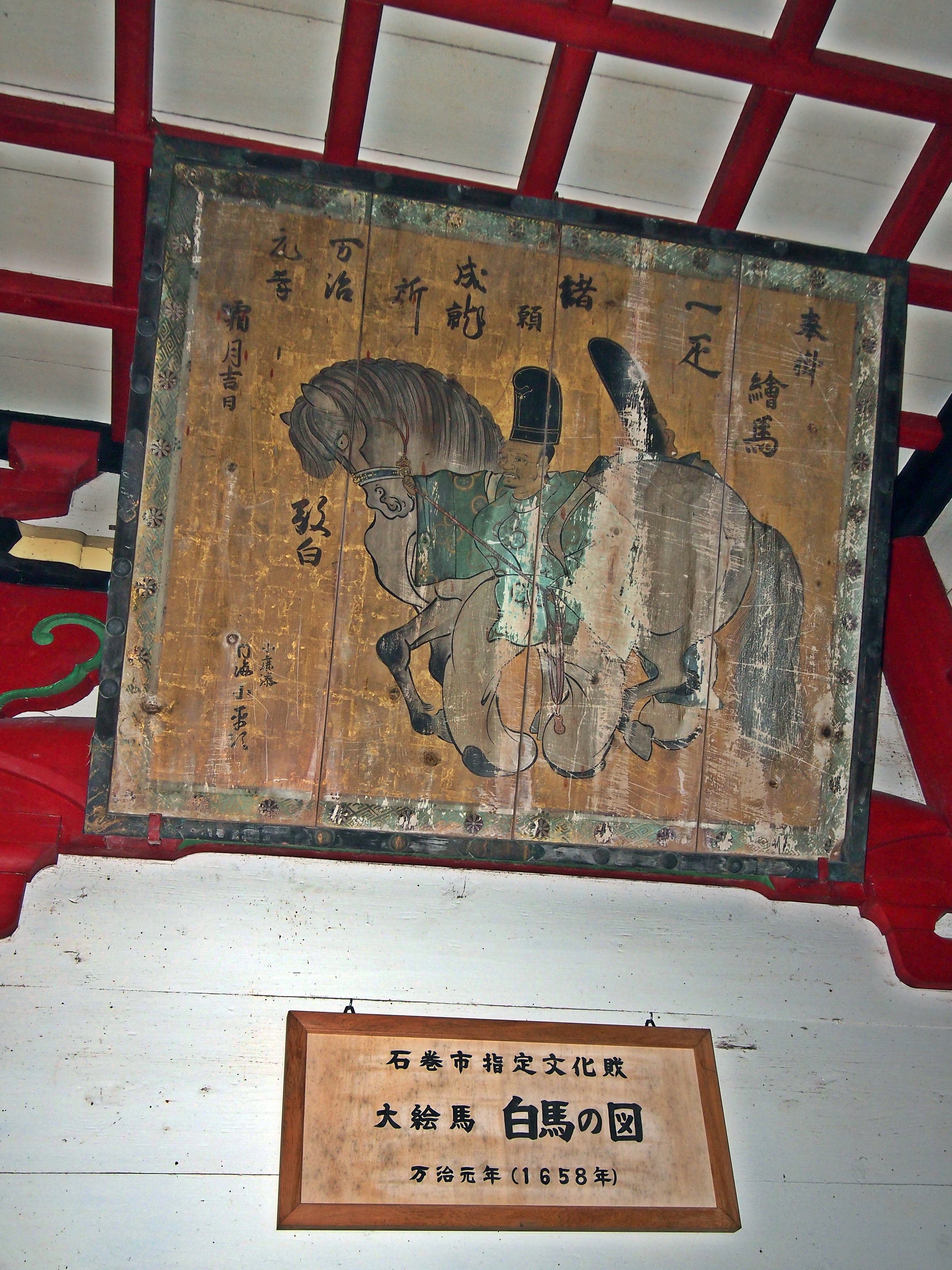
大絵馬「白馬の図」
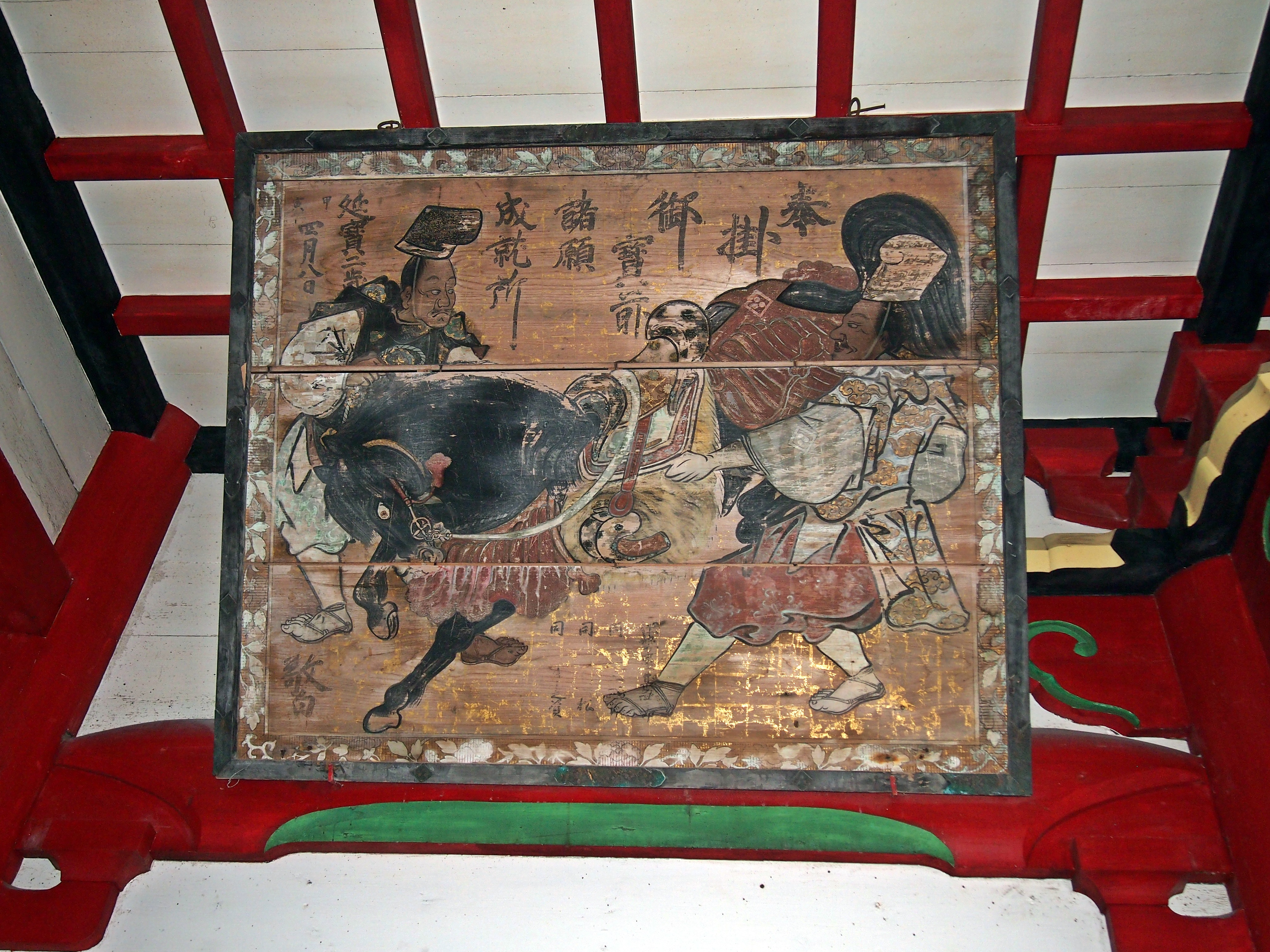
大絵馬「黒馬の図」

### その他
一の鳥居は牧山南側の国道398号の大門崎歩道橋そばに所在する。そこから牧山山頂の零羊崎神社へと参道が続く。

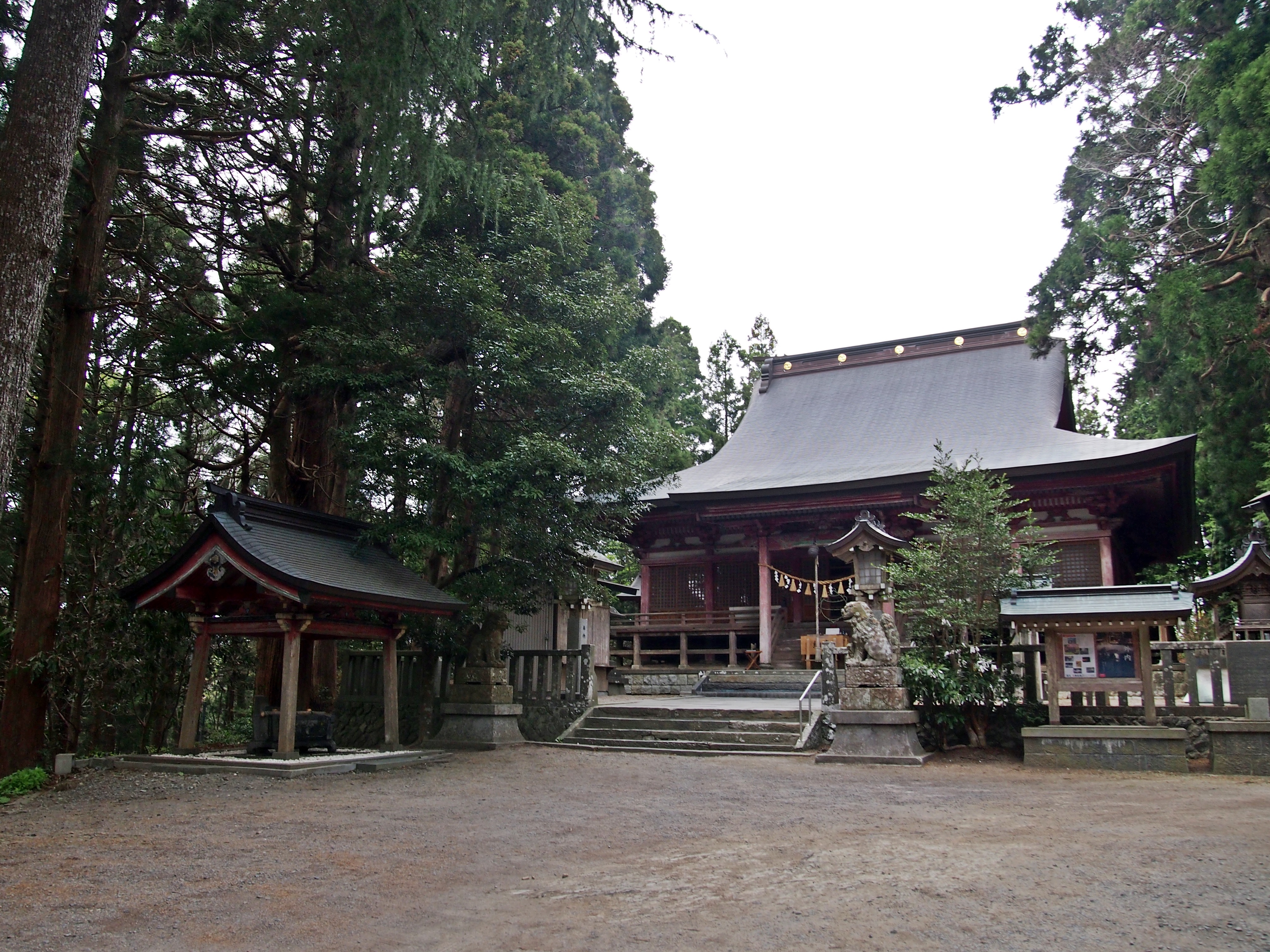
境内
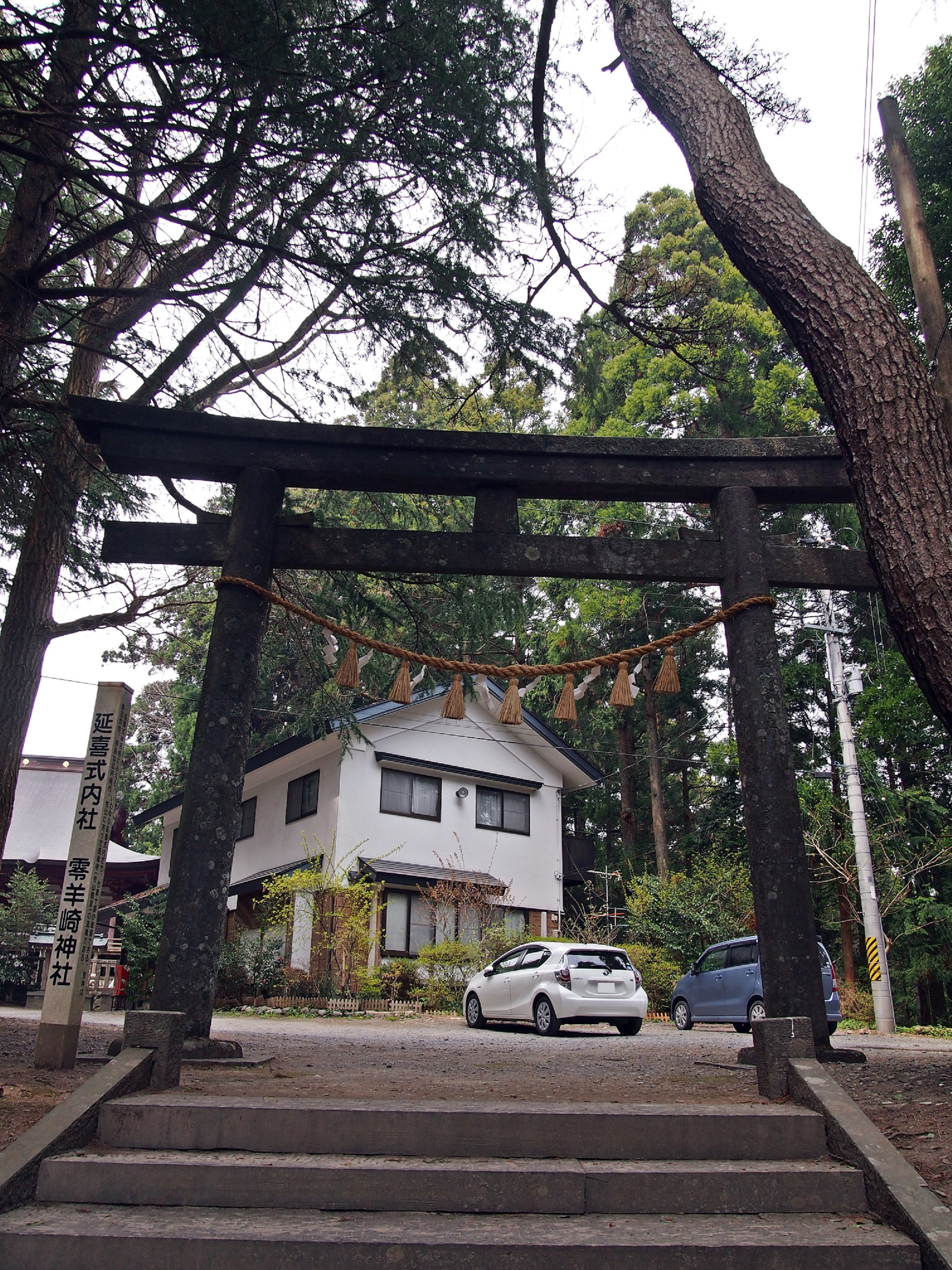
社殿前の鳥居
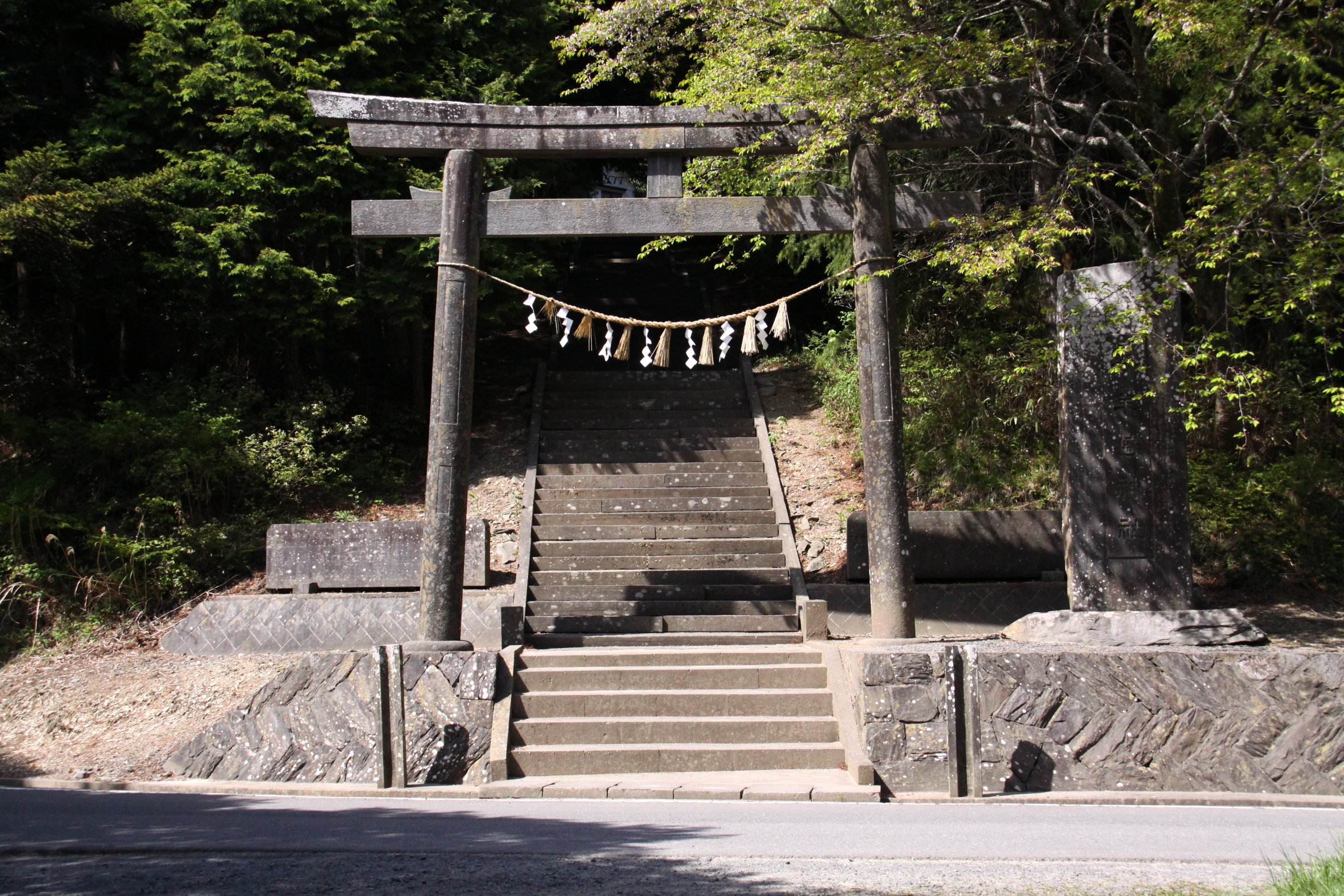
鳥居 昭和27年（1952年）造営の石造明神鳥居。
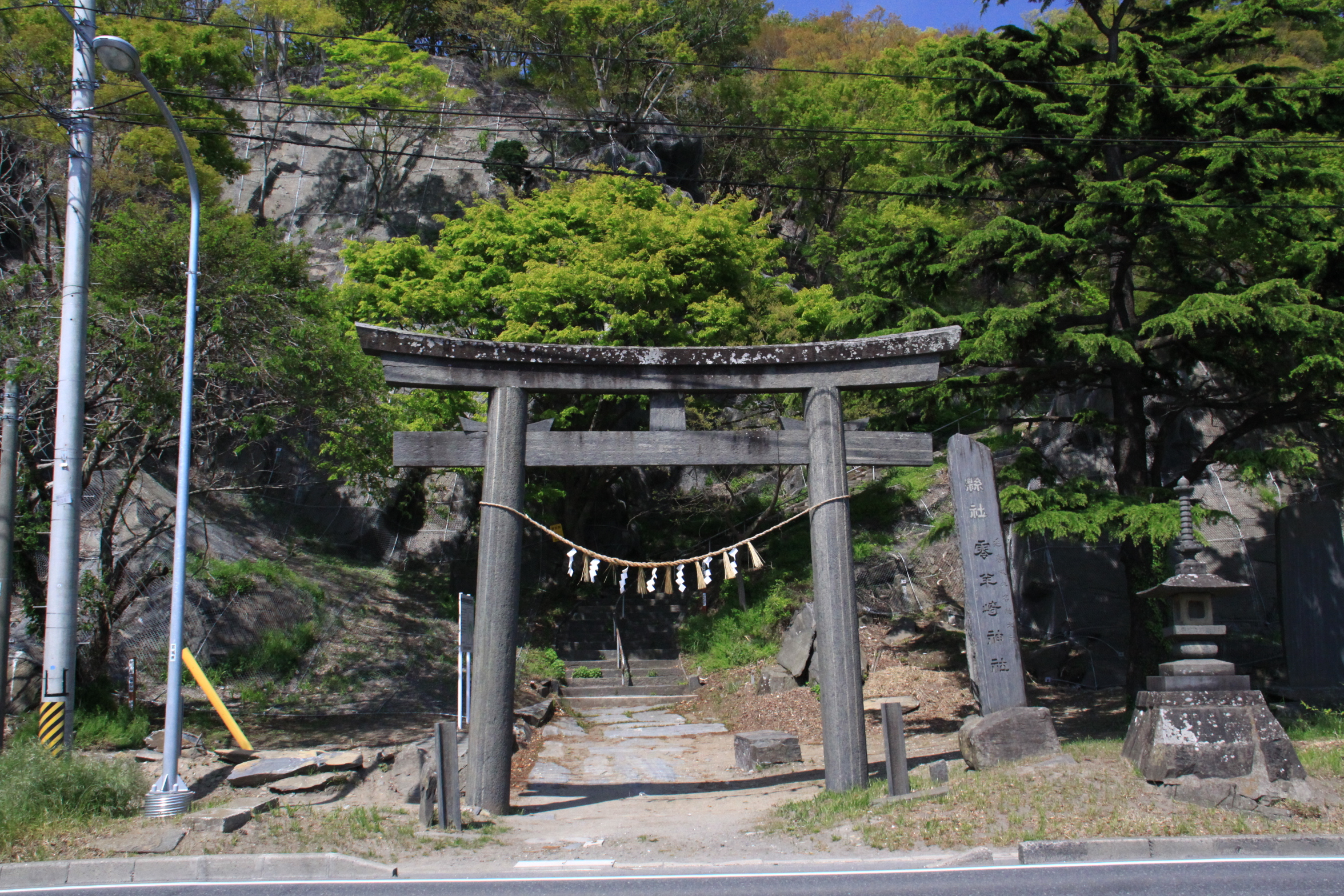
大鳥居 国道398号線に立つ大鳥居。右には「県社 零羊崎神社」の石標。
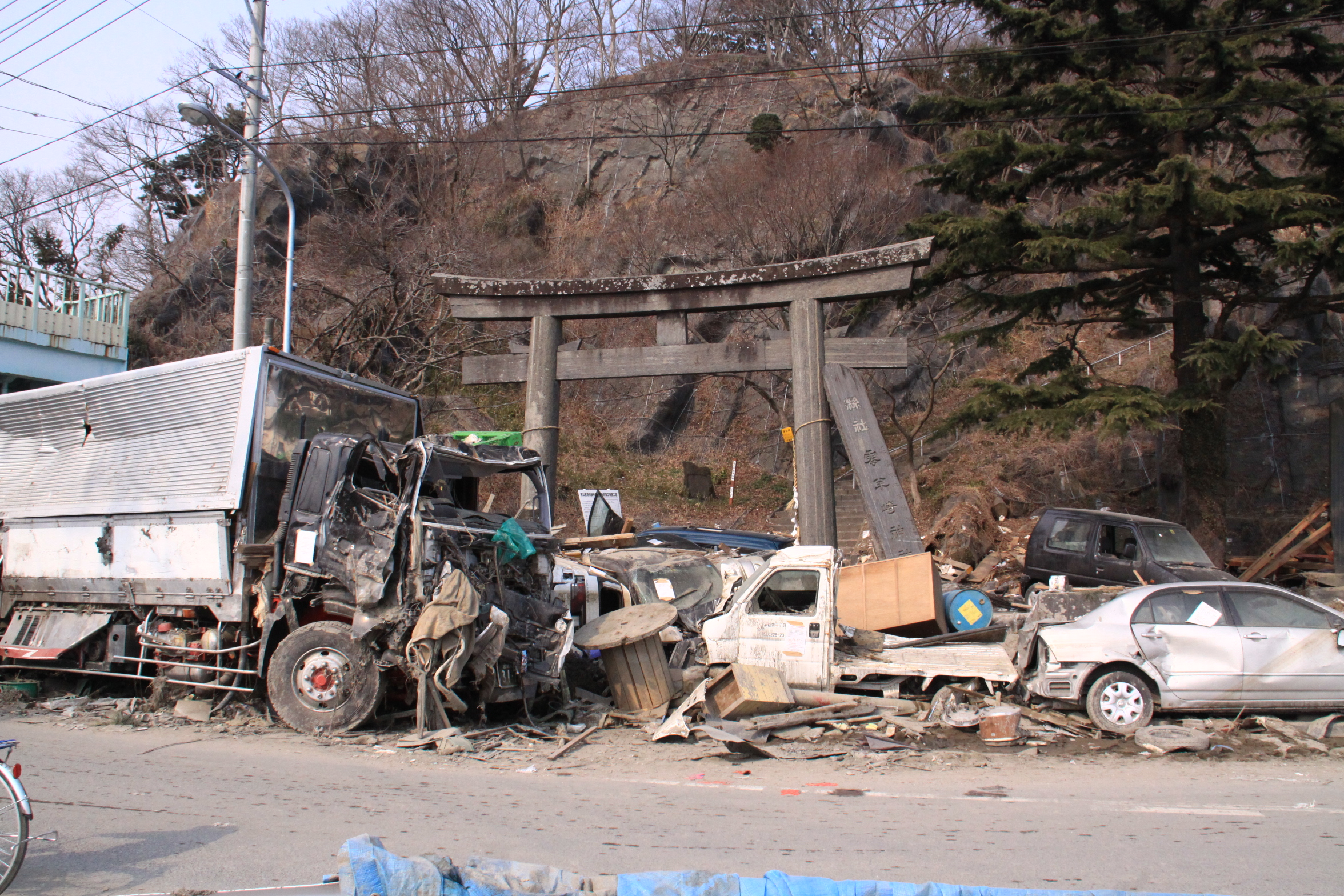
大震災直後の大鳥居

## 摂末社
三吉神社・道祖神社・古婦木稲荷神社は、社殿西側から栄存神社へ向かう未舗装の参道沿いに鎮座する。
- 白山薬師神社
拝殿前にある小祠。
- 三吉神社
三吉大神とその他に10柱を合祀している。秋田県の太平山三吉神社より勧請された神社で、五穀豊穣・海上安全・大漁成就・身体堅固の神として崇敬されている。
- 道祖神社
猿田彦神を祀る。木製の男根型御神体や男根が彫刻された石祠が多く奉納されている。
- 古婦木稲荷神社
- 栄存神社
片桐栄存（栄存法印）を祀る。栄存法印は長禅寺の別当となり、石巻の発展・振興に尽力したため名声が非常に高い人物であった。その名声を妬む地頭の笹町新エ門により無実の罪をでっちあげられて、その結果、栄存法印は牡鹿郡江ノ島へと終身配流となった。栄存法印が流罪になった後の石巻では火災が発生、栄存法印没後には笹町新エ門が発狂し、一家郎党を斬殺するなど奇怪な出来事が相次いだという。没後50年後、藩により栄存法印の無罪が認められ、法印の遺徳を慕う村民により栄存神社が造営された。「弱い人を助ける神」として信仰され、「正義を護る神」や「火難防除」「安産守護」の神として崇敬されている。

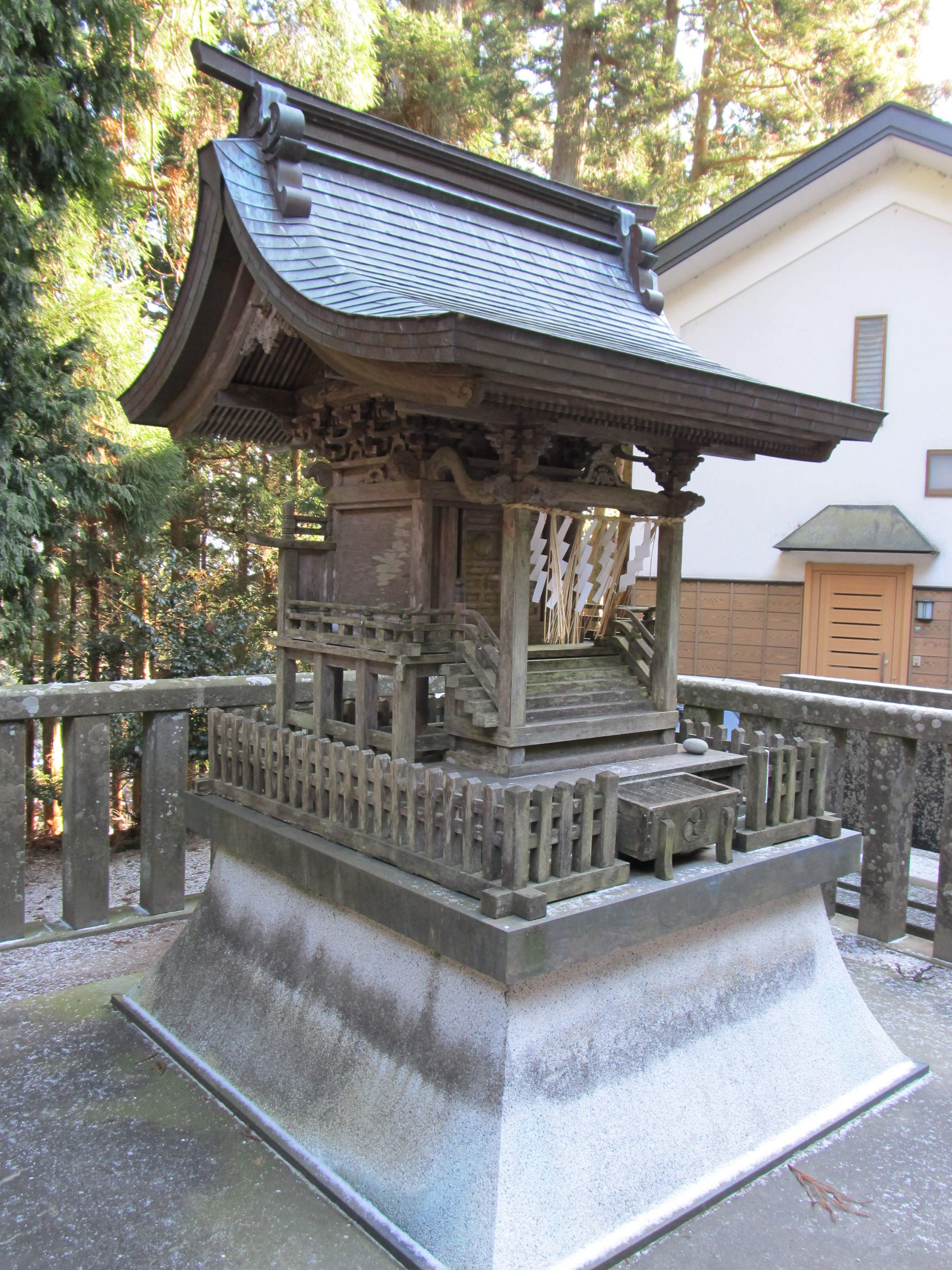
白山薬師神社
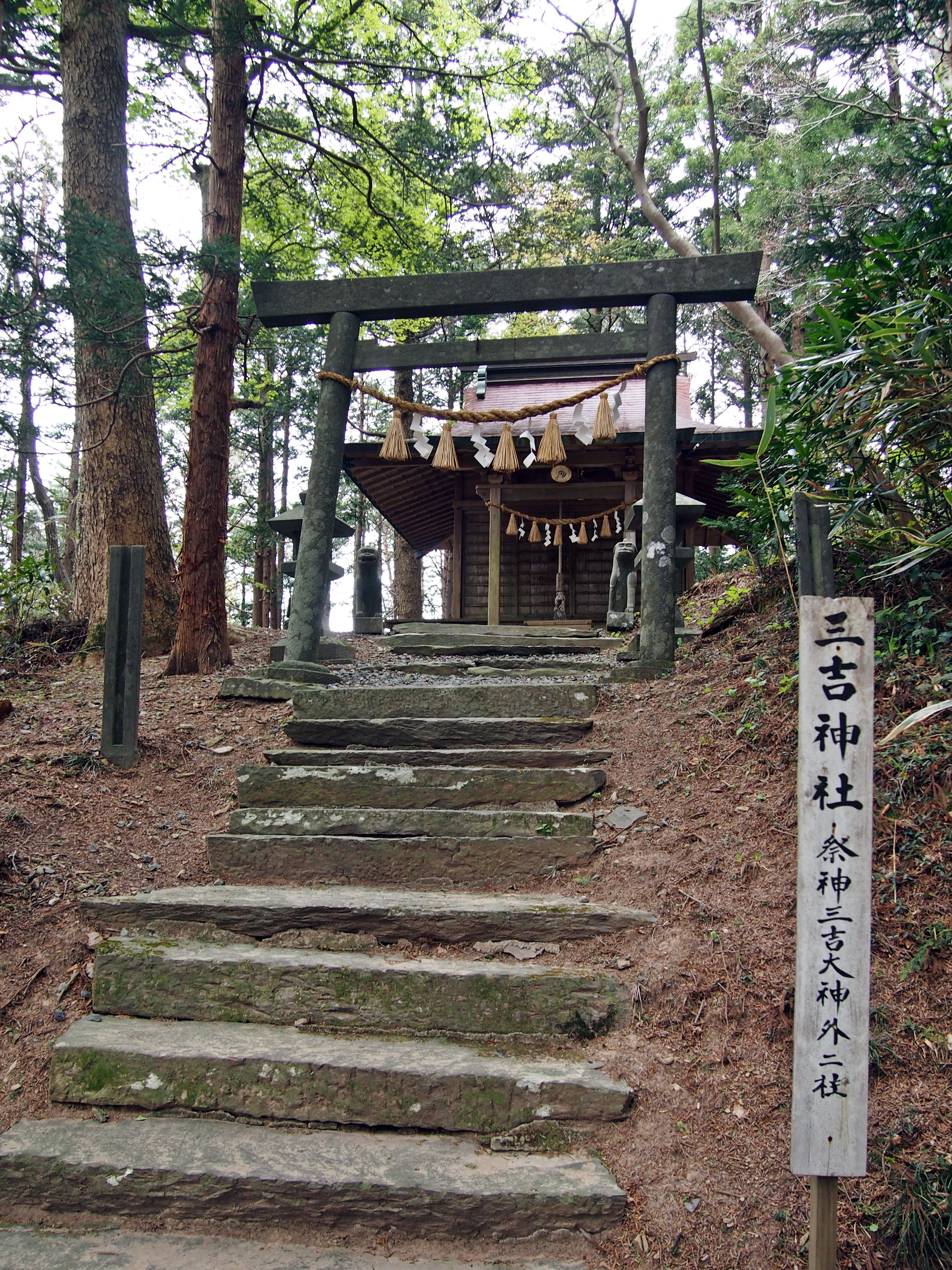
三吉神社鳥居
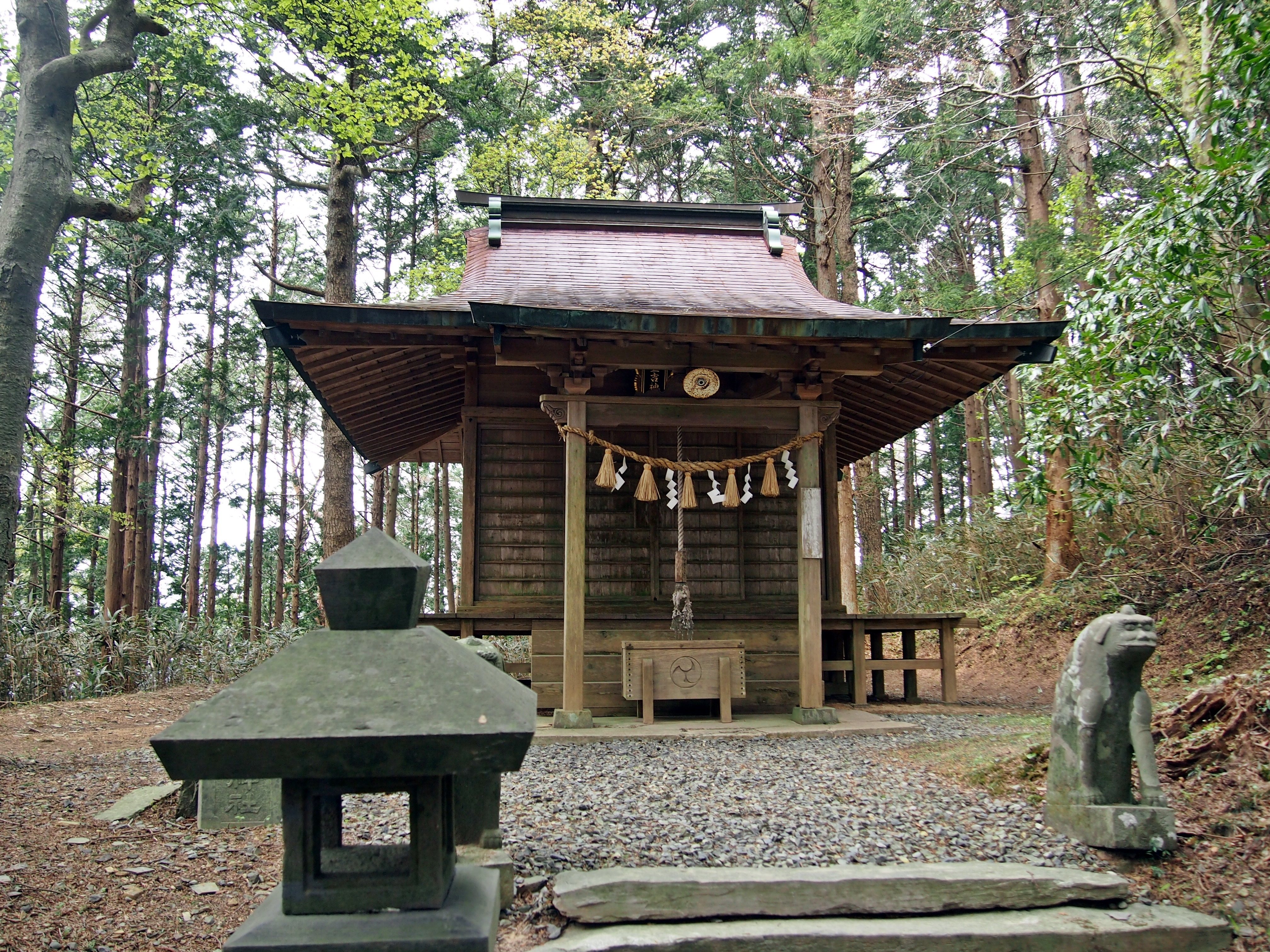
三吉神社社殿
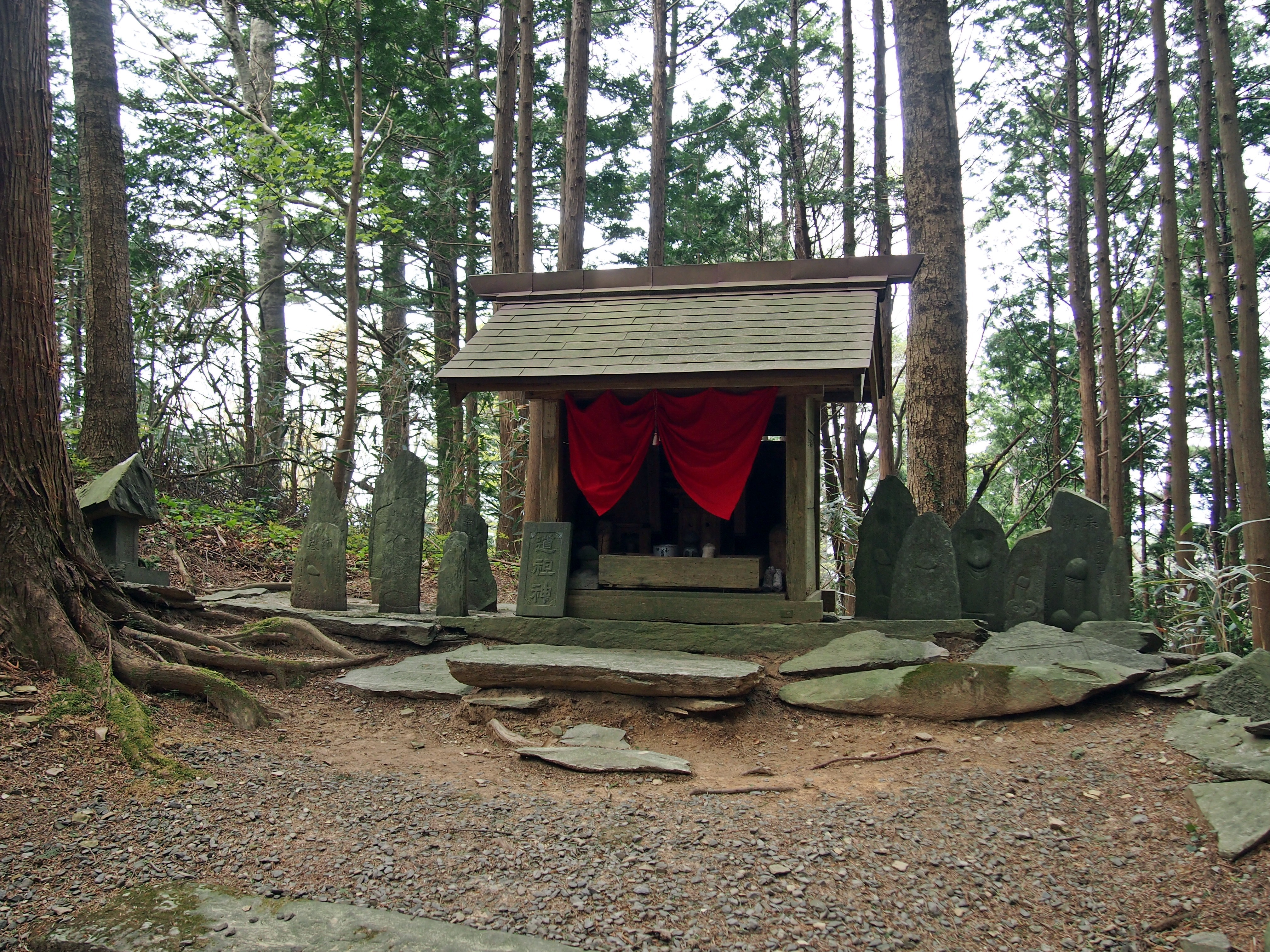
道祖神社
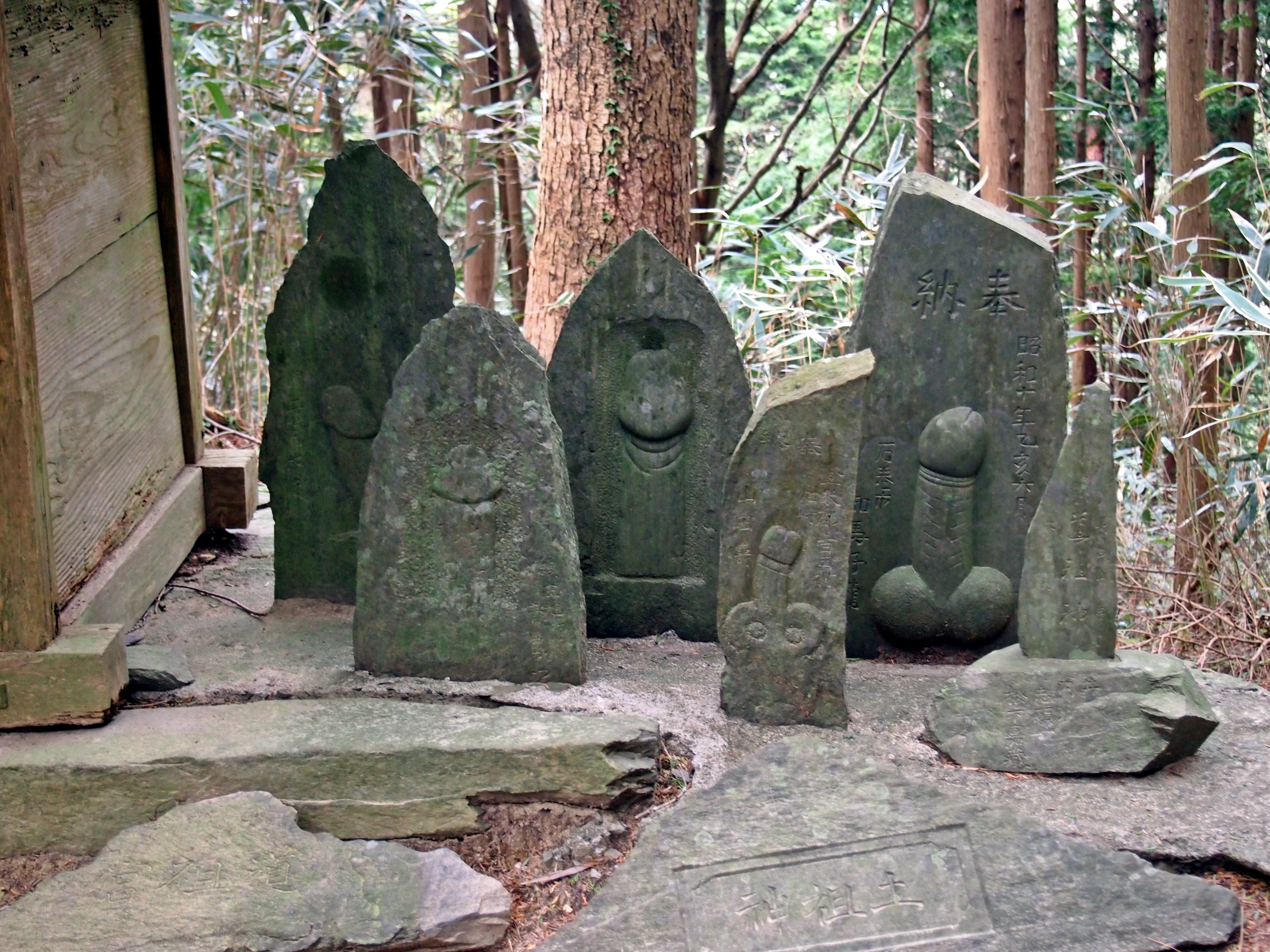
道祖神社の石祠
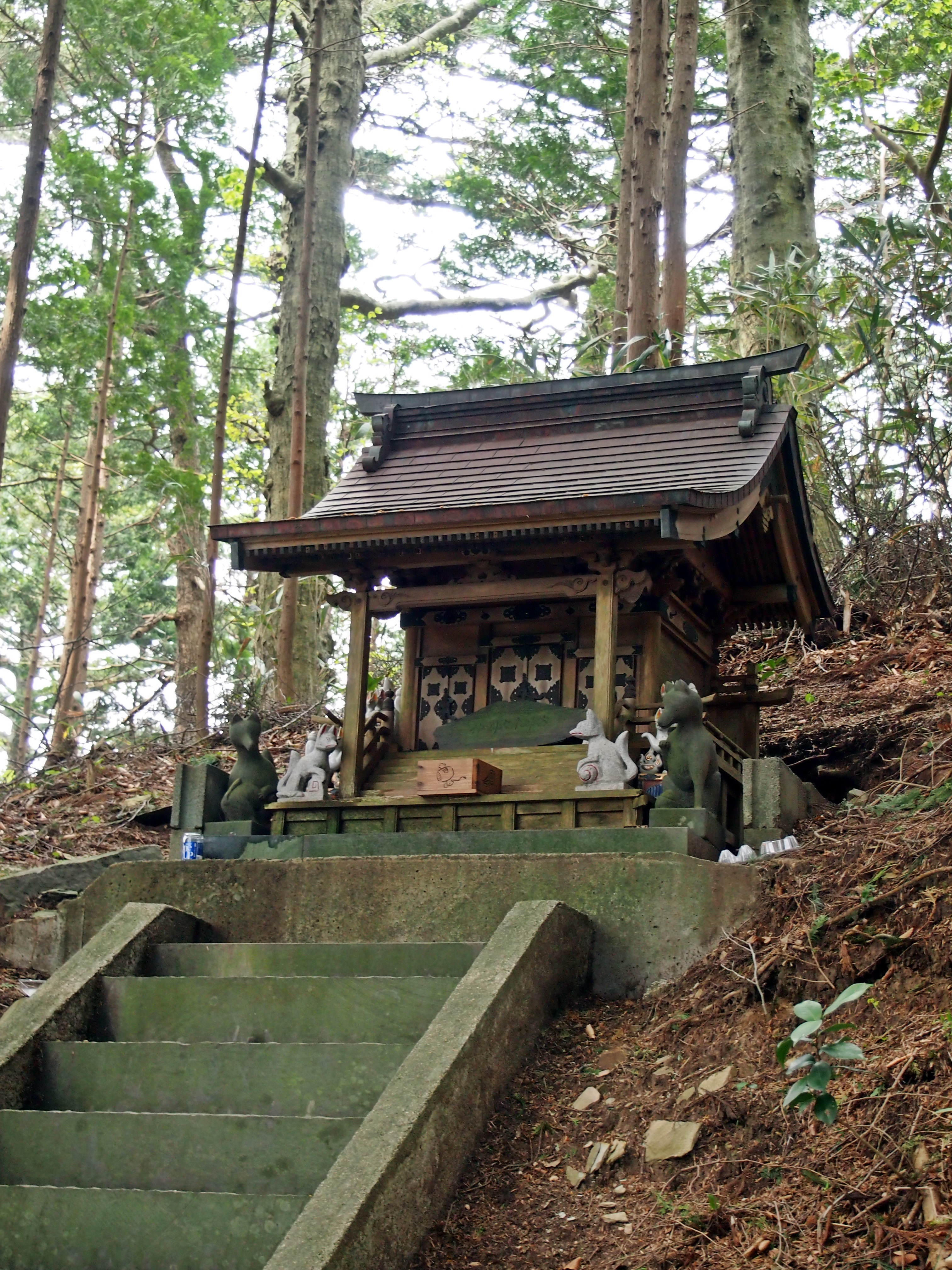
古婦木稲荷神社
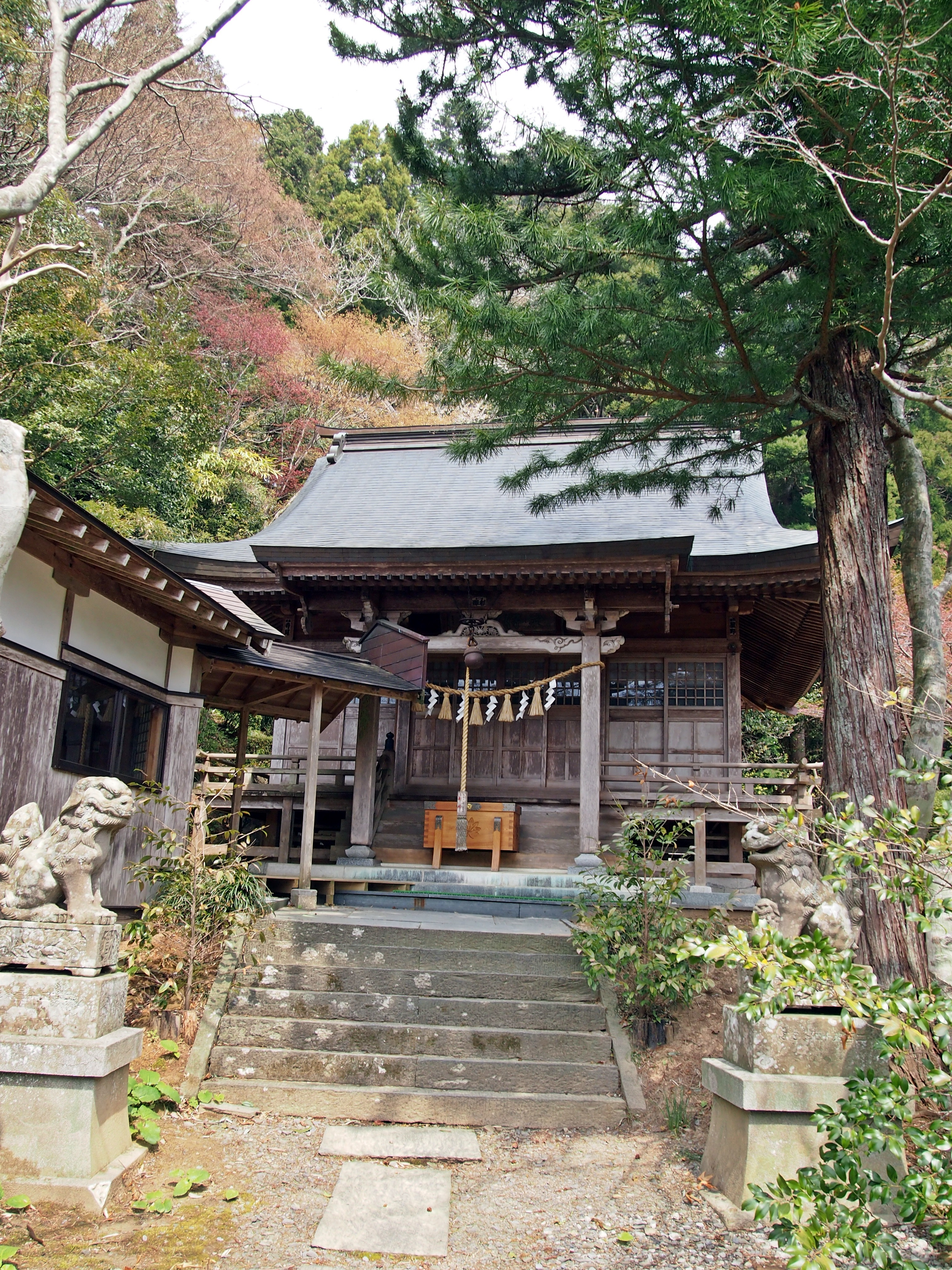
栄存神社拝殿

- その他に、社殿前には祈祷受付・お守りや神札の授与、御朱印記帳を行う祭儀所があり、西に向かう道路を進むと栄存神社と社務所、神苑などがある。

## 現地情報
所在地
- 宮城県石巻市湊字牧山7